# District de Musakhel
Le district de Musakhel ou Musakhail (en ourdou : ضلع موسیٰ خیل) est une subdivision administrative de la province du Baloutchistan au Pakistan. Créé en 1992 et essentiellement rural, le district est peuplé de quelque 170 000 habitants en 2017. 
Surtout pauvre et isolé, la population vit de l'exploitation du charbon ainsi que de l'agriculture malgré un climat semi-aride. Les habitants sont majoritairement pachtounes.

## Histoire
Musakhel a été sous la domination de plusieurs puissance au cours de l'histoire. En 1826, elle est conquise par Dost Mohammad Khan, Émir d'Afghanistan, qui l’intègre à son pays. À la suite de la Seconde guerre anglo-afghane, Musakhel se retrouve dans le Raj britannique en 1879 alors que la ligne Durand de 1893 confirme cette frontière entre les deux entités. 
En 1892, Musakhel devient un tehsil intégré au sein de l'agence de Zhob, avant d'être transféré au district de Loralai quand celui-ci est créé en 1903. Le 1er janvier 1992, devient un district distinct.

## Démographie

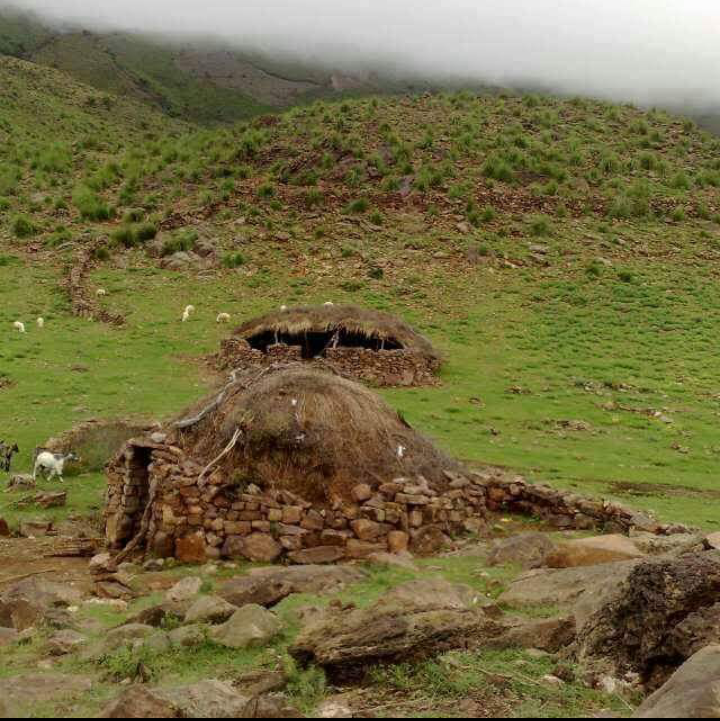
Habitations de nomades dans le district.

Lors du recensement de 1998, la population du district a été évaluée à 134 056 personnes, dont environ 9 % d'urbains. Le taux d'alphabétisation était de 10 % environ, soit bien moins que la moyenne nationale de 44 %. Il se situe à 14 % pour les hommes et 5 % pour les femmes.
En 2013, l'alphabétisation est estimée à 24 % par les autorités, dont 39 % pour les hommes et 5 % pour les femmes.
Le recensement suivant mené en 2017 pointe une population de 167 017 habitants, soit une croissance annuelle moyenne de 1,2 %, largement inférieure aux moyennes provinciale et nationale de 3,4 % et 2,4 % respectivement. Le taux d'urbanisation baisse un peu, à 9 %.
Le district est principalement peuplé par des Pachtounes parlant pachto, pour 79 %. Il existe aussi des minorités parlant baloutchi (14 %) et saraiki. Le district compte quelques rares minorités religieuses : 0,8 % de chrétiens, 0,2 % d'hindous en 1998, ainsi qu'un petit nombre de sikhs.

## Administration

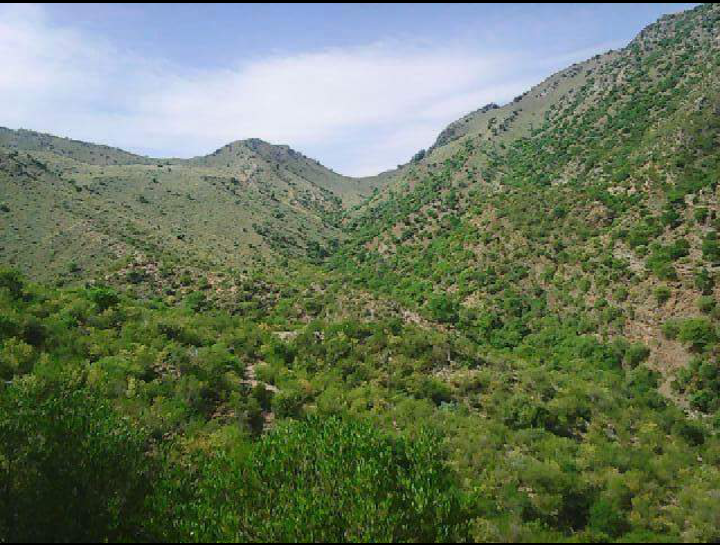
Paysage du district.

Lors du recensement de 2017, le district est divisé en trois tehsils ainsi que 17 Union Councils. 
| Tehsil   | Population (rec. 2017) |
| -------- | ---------------------- |
| Drug     | 37 515                 |
| Kingri   | 31 237                 |
| Musakhel | 98 265                 |

La capitale Musakhel est l'unique ville du district, c'est-à-dire la seule considérée comme une zone urbaine par les autorités de recensement. Elle regroupe près de 9 % de la population du district. 
| Ville    | Population (rec. 2017) |
| -------- | ---------------------- |
| Musakhel | 14 138                 |

## Économie et éducation
Principalement pauvre et rurale, la population du district vit surtout de l'agriculture non irriguée, dépendante de pluies irrégulières. Près de 6 % de la superficie est cultivée, soit environ 660 kilomètres carrés. On y produit surtout du blé, de l'orge, du moutarde, du sorgho et du maïs, ainsi des pommes, melons et abricots notamment. On trouve également des mines de gypse et surtout de charbon, exploité depuis 1980.
Les services publics sont peu développés dans le district, notamment les infrastructures scolaires qui sont largement absentes. Seuls 29 % des enfants sont scolarisés dans le primaire en 2013, et ce taux chute à 7 % pour l'enseignement secondaire.

## Politique
Le district est représenté par la circonscription no 15 à l'Assemblée provinciale du Baloutchistan. Lors des élections législatives de 2008, elle a été remportée par un candidat du Markazi Jamiat Ulema-e-Pakistan, et durant les élections législatives de 2013, par un candidat de la Jamiat Ulema-e-Islam (F) (JUI-F). À l'Assemblée nationale, il est partiellement représenté par la circonscription no 263, qu'il partage avec le district de Loralai et le district de Barkhan. Lors des élections de 2008, elle a été remportée par un candidat de la Ligue musulmane du Pakistan (N), et durant les législatives de 2013, par un candidat de la JUI-F.
Avec le redécoupage électoral de 2018, le district partage avec quatre autres districts de la province la circonscription no 258 pour l'Assemblée nationale et partage avec Sherani par la première circonscription de l'Assemblée provinciale. Lors des élections législatives de 2018, elles sont remportées par un candidat du Parti baloutche Awami et un du Mouvement du Pakistan pour la justice respectivement,.